# Bernie Taupin
Bernard John "Bernie" Taupin (født 22. maj 1950 i Anwick, ved Sleaford, Lincolnshire, England) er en britisk sangskriver, digter og sanger. Han er mest kendt som tekstforfatteren bag flertallet af Elton Johns sange.
I 1967 indsendte Taupin en række tekster til en prøve for unge sangskrivere i London. Komponisten Reginald Kenneth Dwight (Elton Johns egentlige navn) havde også tilmeldt sig arrangementet. De to mødtes, flyttede ind hos Eltons mor og stedfar, og indledte deres samarbejde, som har medført over hundrede sange.
Nogle af Taupins tekster er: "Daniel" (1973), "Your Song" (1970), "Sacrifice" (1989), "Candle in the Wind" (1973 og 1997), "Sorry Seems to Be the Hardest Word" (1976), "Rocket Man" (1972) og "Goodbye Yellow Brick Road" (1973).
Taupin bor i dag ved Los Angeles i USA.